# بلدة سدوس (ميشيغان)
سدوس (بالإنجليزية: Sodus Township, Michigan)‏ هي بلدة تقع بولاية ميشيغان في الولايات المتحدة. تبلغ مساحتها 51.8 (كم²)، وترتفع عن سطح البحر 208 م، بلغ عدد سكانها 1932 نسمة في عام تعداد الولايات المتحدة 2010 حسب إحصاء مكتب تعداد الولايات المتحدة وتصل الكثافة السكانية فيها 38.4 نسمة/كم2.

## وصلات خارجية
- sodustwp.org
- The US50 - Cities and Towns in Michigan State
- Michigan Cities and Towns, Facts, Map, Flag, Colleges, Government, and More